# Stowarzyszenie Dzieje
Stowarzyszenie Dzieje − zostało założone w 2011 roku jako organizacja społeczna skupiająca inicjatorów widowisk historycznych w Murowanej Goślinie. Celem działania stowarzyszenia jest inicjowanie szeroko pojętych działań kulturalnych, przede wszystkim organizacja widowisk, tworzenie parku historycznego i promowanie regionu, a także działania na rzecz ochrony środowiska, ekologii, ochrony dziedzictwa przyrodniczego oraz zrównoważonego rozwoju.
Przed powstaniem stowarzyszenia w 2007 roku grupa pasjonatów historii zaprezentowała na miejskim rynku przedstawienie o św. Jakubie – patronie goślińskiej parafii. W 2009 i 2010 roku zaprezentowano "Dzieje Murowanej Gośliny". Sukces tego wydarzenia sprawił, że powołano Stowarzyszenie Dzieje i widowisko zostało przeniesione z centrum miasta na ponad 100-hektarowy teren tzw. Starego Probostwa, gdzie po dwuletniej przerwie – w 2013 roku wystawiono "Miłość, armaty, konfederaty" – opowiadające o wydarzeniach z okresu konfederacji barskiej na terenie Wielkopolski.

## Widowiska historyczne
- 2013 - "Miłość, armaty, konfederaty" (opowieść o wydarzeniach z okresu konfederacji barskiej na terenie Wielkopolski);
- 2014 - „Śpiący rycerze królowej Jadwigi ” (opowieść o wydarzeniach i legendach z okolic Murowanej Gośliny, ważny punkt obchodów 625-lecia miasta);
- 2015 - „Husaria pod Gnieznem” (odgrywane kilka razy; akcja toczyła się w okresie potopu szwedzkiego)[1];
- 2016 - "Orzeł i Krzyż" (12 spektakli; opowieść od legendy o Lechu, Czechu i Rusie, poprzez początki państwa polskiego, Zjazd Gnieźnieński, aż po wiek XX)[2];
- 2017 - "Orzeł i Krzyż" (16 spektakli)[3];
- 2018 - "Orzeł i Krzyż - Niepodległa" (6 spektakli; akcent położony na odzyskanie przez Polskę niepodległości)[4];
- 2019 - "Orzeł i Krzyż - Zwycięskie powstanie" (8 spektakli; akcent położony na Powstanie Wielkopolskie)[5].
- 2020 - "Orzeł i Krzyż - Wielkie Zwycięstwa" (5 spektakli; akcent położony na bitwę pod Grunwaldem, pod Wiedniem czy Bitwę Warszawską)[6]
- 2021 - "Orzeł i Krzyż - Wielkie Zwycięstwa" (8 spektakli)

## Wyróżnienia
- 12.12.2018 − "Organizacja/Instytucja przyjazna wolontariuszom", Gala Barwy Wolontariatu KRK